# Русиновская (Ивановская область)
Русиновская — деревня в Лухском районе Ивановской области. Входит в состав Порздневского сельского поселения.

## География
Находится в восточной части Ивановской области на расстоянии приблизительно 12 км на северо-восток по прямой от районного центра поселка Лух.

## История
В 1872 году здесь (тогда деревня в составе Юрьевецкого уезда Костромской губернии) было учтено 30 дворов, в 1907 году —45.

## Население
Постоянное население составляло 156 человек (1872 год), 176 (1897), 170 (1907), 229 в 2002 году (русские 100 %), 214 в 2010.